# Arthur Chichester (3r Lord Donegall)
Arthur Chichester (3r Lord Donegall) (1666 – 10 d'abril de 1706) fou un noble i militar irlandès. Havia succeït el seu pare com a tercer Earl of Donegall el 1678, va refusar d'assistir al parlament d'Irlanda convocat per Jaume II el maig de 1689, però posteriorment hi va assistir, quan fou convocat per Guillem III l'octubre de 1692. Va fer carrera a l'exèrcit anglès; com a Lord Donegall fa fundar el 35th Regiment of Foot a Belfast el 1701, del qual n'esdevingué el primer coronel. El 1704 va anar amb el regiment a lluitar a la Guerra de successió espanyola, i fou nomenat Major General. Va morir en acció el 1706 al castell de Montjuïc a prop de Barcelona, i fou enterrat en aquesta ciutat.